# Ангели, Эдгар
Эдгар Ангели (хорв. Edgar Angeli; 11 мая 1892, Карловац, Австро-Венгрия — 17 июня 1945, Загреб, Демократическая Федеративная Югославия) — хорватский моряк, служивший во флотах Австро-Венгрии, Югославии и Хорватии; вице-адмирал ВМС Независимого государства Хорватии.

## Биография
Родился в Карловаце. По происхождению, предположительно, еврей. Окончил военно-морскую академию, участвовал в Первой мировой войне в составе австро-венгерского флота; участник боёв в проливе Ортанто. С 1919 года на службе в королевском флоте Югославии, имел звание капитана 3-го ранга и был произведён в капитаны 1-го ранга.
Во время апрельской войны Ангели признал капитуляцию Югославии и принёс присягу Независимому государству Хорватии вместе со своими сослуживцами, лояльными Славко Кватеринку. С 23 апреля 1941 по 14 апреля 1943 года служил в звании коммодора на флоте НГХ. Приказом Югославского правительства в изгнании лишён своего предвоенного звания капитана 1-го ранга и объявлен государственным изменником.
Ангели способствовал образованию Хорватского морского легиона, который служил на Чёрном и Азовском морях. За свои заслуги награждён 13 июня 1942 года орденом Короны короля Звонимира III степени по указу Анте Павелича. 14 апреля 1943 года произведён в вице-адмиралы и назначен главнокомандующим флотом НГХ. 21 апреля 1944 года оставил пост в связи с болезнью.
В мае 1945 года Ангели пытался сбежать в Австрию, но был пойман британцами у Блайбурга и был выдан партизанам. 17 июня 1945 года без суда и следствия убит в Загребе.